# Héctor Tapia García
Héctor Tapia García (* 11. Juli 1957 in Mexiko-Stadt) ist ein ehemaliger mexikanischer Fußballspieler auf der Position eines Stürmers.

## Laufbahn
Tapia spielte zunächst beim Hauptstadtverein Cruz Azul, bevor er in der Punktspielrunde der Saison 1978/79 für den Aufsteiger Coyotes Neza aktiv war. Für die Liguillas derselben Saison stand er noch einmal im Aufgebot der Cementeros und gehörte somit zum Kader der Meistermannschaft, die in jener Saison die mexikanische Fußballmeisterschaft gewann. Die beiden folgenden Spielzeiten verbrachte Tapia in voller Länge bei den Coyotes, die sich sowohl 1980 als auch 1981 für die Liguillas qualifizieren konnten, aber jeweils im Viertelfinale scheiterten.
Anschließend wechselte Tapia zum Club América, mit dem er in der Saison 1983/84 einen weiteren Meistertitel gewann.
Nachdem er für die Saison 1984/85 zum Club Necaxa gewechselt war, verließ er zur Saison 1985/86 erstmals die Hauptstadtregion, um für Atlético Potosino zu spielen. Seine letzte Erstliga-Saison 1988/89 verbrachte er beim CD Irapuato.

## Erfolge
- Mexikanischer Meister: 1978/79, 1983/84